# Lenguas de Groenlandia
El idioma oficial de Groenlandia es el groenlandés. Se estima que hay alrededor de 50.000 hablantes de groenlandés, lo que representa aproximadamente el 85-90% de la población total. El groenlandés se divide en tres dialectos principales: Kalaallisut, también conocido como groenlandés occidental, cuenta con aproximadamente 44.000 hablantes y es el dialecto utilizado como lengua oficial; Tunumiit, o groenlandés oriental, tiene alrededor de 3.000 hablantes; y finalmente, Inuktun, hablado en el norte de Groenlandia, cuenta con unos 800 hablantes.
El resto de la población en Groenlandia habla principalmente danés. Sin embargo, es importante destacar que la lengua de signos groenlandesa también desempeña un papel importante en la comunicación dentro de la comunidad sorda.

## Situación
Estudiar danés e inglés es obligatorio para los alumnos en escuelas obligatorias y también forma parte de muchos programas de estudios de nivel secundario, por lo que el conocimiento de ambos idiomas está muy extendido. Otros idiomas extranjeros que se estudian con frecuencia son el alemán y el francés.
Los visitantes temporales y los residentes suelen constituir una gran parte de la población, especialmente en Ilulissat y Nuuk. Algunos de los idiomas hablados por inmigrantes son el tagalo, el tailandés y el chino.
En mayo de 2023, una parlamentaria groenlandesa habló su lengua materna durante un debate en el parlamento danés, lo que generó controversia y resaltó las tensas relaciones entre Dinamarca y Groenlandia.